# Black Fire
Black Fire – drugi album studyjny amerykańskiego pianisty jazzowego Andrew Hilla, wydany z numerem katalogowym BLP 4151 i BST 84151 w 1964 roku przez Blue Note Records.

## Powstanie
Materiał na płytę został zarejestrowany 8 listopada 1964 roku przez Rudy'ego Van Geldera w należącym do niego studiu (Van Gelder Studio) w Englewood Cliffs w stanie New Jersey. Produkcją albumu zajął się Alfred Lion.

## Lista utworów
Opracowano na podstawie materiału źródłowego.
Wydanie LP
Strona A
| Nr | Tytuł utworu | Muzyka      | Długość |
| -- | ------------ | ----------- | ------- |
| 1. | „Pumpkin”    | Andrew Hill | 5:24    |
| 2. | „Subterfuge” | Hill        | 8:04    |
| 3. | „Black Fire” | Hill        | 6:56    |
|    |              |             | 20:24   |

Strona B
| Nr | Tytuł utworu    | Muzyka | Długość |
| -- | --------------- | ------ | ------- |
| 1. | „Cantarnos”     | Hill   | 5:42    |
| 2. | „Tired Trade”   | Hill   | 5:51    |
| 3. | „McNeil Island” | Hill   | 2:58    |
| 4. | „Land of Nod”   | Hill   | 5:48    |
|    |                 |        | 20:19   |

Utwory dodatkowe na reedycji (2004):
| Nr | Tytuł utworu                  | Muzyka | Długość |
| -- | ----------------------------- | ------ | ------- |
| 1. | „Pumpkin (alternate take)”    | Hill   | 5:17    |
| 2. | „Black Fire (alternate take)” | Hill   | 5:47    |
|    |                               |        | 11:04   |

## Twórcy
Opracowano na podstawie materiału źródłowego.
Muzycy:
- Andrew Hill – fortepian
- Joe Henderson – saksofon tenorowy
- Richard Davis – kontrabas
- Roy Haynes – perkusja

Produkcja:
- Alfred Lion – produkcja muzyczna
- Rudy Van Gelder – inżynieria dźwięku
- Reid Miles – projekt okładki
- Francis Wolff – fotografia na okładce
- Alfred B. Spellman – liner notes
- Michael Cuscuna – produkcja muzyczna (reedycja z 2004)
- Bob Blumenthal – liner notes (2004)